# 宗理起也
宗 理起也（そう りきや　1972年-) は日本の特殊メイクアーティスト／特殊造形家。福岡県出身。

## 経歴
中学、高校時代に映画のモデルアニメーションや特殊メイクに興味を持ち、友人で同じく特殊メイクアーティストの山田陽や、二宮和彦らと共に独学で勉強し作品を制作する。高校卒業後に上京し、フリーランスとして仕事を開始、現（株）メイクアップディメンションズを経て、原口智生率いる中洲プロに参加する。
なお、これらの初期の経歴は西川伸司のドキュメンタリー漫画『九州三羽ガラス』にて、主人公の一人として描かれている。
いろいろな特殊メイク/特殊造形工房で経験を積み、2000年に自身の造形工房、the Picture's Frogs.を設立する。
2006年9月から1年間、文化庁による新進芸術家海外研修制度により渡米。『CHIODO BROS.』『PROTEUS MAKE-UP FX』
『Patrick Tatopouros Designs』 にて研修をし、帰国。
2009年から京都造形芸術大学の映画学科にて特別講義を年に数回行っている。

### the Picture's Frogs.
宗理起也が主宰する造形工房。
映画、TV、PV、CM、舞台、イベント等の特殊メイクや特殊造形、特殊衣装を幅広く制作をしている。
スタッフとして宗志穂、上西夏紀が在籍している。

## 参加作品

### 映画
- 遠き落日（1992年）
- ミンボーの女（1992年）
- 大病人（1993年）
- みんなーやってるかー!?（1994年）
- ゴジラvsデストロイア（1995年）
- ガメラ2 レギオン襲来（1996年）
- キャッツ・アイ（1997年）
- エコエコアザラク3（1997年）
- HANA-BI（1997年）
- OTSUYU怪談牡丹灯籠（1998年）
- くの一忍法帖 柳生外伝（1998年）
- ガメラ3 邪神覚醒（1999年）
- 生きたい（1999年）
- 白痴（1999年）
- 梟の城（1999年）
- 死国（1999年）
- さくや妖怪伝（2000年）
- 五条霊戦記（2000年）
- 実験映画（2000年）
- ムルデカ17805（2001年）
- クロエ（2001年）
- Electric Dragon80000V（2001年）
- 生霊（2001年）
- あずみ（2003 年）
- スカイハイ（2003年）
- 死に花（2004年）
- 茶の味（2004年）
- 奇談（2005年）
- あずみ2 Death or Love（2005年）
- スターシップ・トゥルーパーズ3（2007年）
- 蛇にピアス（2008年）
- THE CODE/暗号（2007年）
- おじさん公園の秘密（2008年）
- リバーズ・エッジ（2018年）
- ロマンスドール（2020年）
- 52ヘルツのクジラたち（2024年）

### TV
- 西遊記（1997年
- サイバー美少女テロメア（1998年）
- STARぼうず（2000年）
- 私立探偵 濱マイク（「名前のない森」「時よ止まれ、君は美しい」）（2002年）
- 世界最大の恐竜博2002（2002年）
- タイム リミット（2002年）
- ザ!世界仰天ニュース（2004年
- みどりのくにのこえだちゃん（2004年）
- 夕陽ケ丘の探偵団（2007年）
- 九死に一生スペシャル（2008年）

### PV
- the brilliant green「イブの鐘」（2000年）
- GLAY「FIGHTING SPIRIT」（2001年）
- GLAY「嫉妬」（2001年）
- Tommy February「bloomin'!」（2001年）
- the brilliant green「FOREVER TO ME」（2002年）
- RYO the SKYWALKER「Mr.Monster」（2002年）
- T.M.Revolution「Out Of Orbit」（2002年）
- EXILE「THE LEGEND OF EX」（2008年）
- EXILE「Eastern Boyz'N Eastern Girlz」（2008年）
- EXILE「FIREWORKS」（2009年）

### CD
- 細野晴臣「メディスン コンピレーション」（1993年）

### 舞台
- ダブリンの鐘つきカビ人間（2002年）
- オペラ トゥーランドット（びわ湖ホール、神奈川県民ホール）（2009年）
- バレエ くるみ割り人形（新国立劇場）（2009年）

### イベント＆コンサート
- EXPO 2005 AICHI JAPAN「ディオニソス」（2005年）
- ナルニア国物語/第2章: カスピアン王子の角笛 ジャパンプレミア（2008年）
- EXILE LIVE TOUR 2009 "THE MONSTER"（2009年）
- パゴン 京友禅お化け屋敷〜美しすぎて怖い〜（2009年）